# Джъстин Трюдо
Джъстин Пиер Джеймс Трюдо (на френски: Justin Pierre James Trudeau) или Жустен Трюдо е канадски политик от Либералната партия и 23-тият министър-председател на Канада от 4 ноември 2015 до 14 март 2025 г.

## Биография
Джъстин Трюдо е роден на 25 декември 1971 г. в Отава. Единствено Джо Кларк е заел канадския премиерски пост по-млад от него. Трюдо също така е първият за Канада министър-председател от второ поколение, той е първороден син на Пиер Елиът Трюдо, 15–ти премиер-министър на страната.
Роден в Отава, той е завършил университета Макгил през 1994 г. и университета на Британска Колумбия през 1998 г.
След завършването си работи като учител във Ванкувър, Британска Колумбия, след това следва инженерство и записва магистратура по география на околната среда.
След смъртта на баща си започва да се занимава активно с политическа дейност. През април 2013 г. става водач на либералната партия, а през ноември 2015 г. партията му печели федералните избори като увеличава местата си от 36 на 184. Впоследстиев той става 23-тият министър-председател на Канада. По-късно той печели и изборите през 2019 и 2021, но либералите вече нямат мнозинство в парламента, както преди. Заради политическа криза през декември 2024 г., Трюдо подава своята оставка като лидер на либералите и министър-предсетадел в началото на следващата година. Форбс го нарежда на 69 място по влиятелност в света.